# Tour du Midi
Der Tour du Midi (niederländisch Zuidertoren, deutsch Süd-Turm) ist ein Wolkenkratzer in der belgischen Hauptstadt Brüssel. Er ist das höchste Gebäude der Stadt und des Landes. Der Turm steht in der Nähe des Südbahnhofs. Das Gebäude ist 148 Meter hoch (mit Aufbauten 171 Meter) und hat 41 Stockwerke, wovon drei unterirdisch sind. Die Stockwerke sind durch insgesamt elf Aufzüge zu erreichen. Der Turm wurde von 1962 bis 1967 erbaut, war zu der Zeit das höchste Gebäude der Europäischen Gemeinschaft (heute Europäische Union) und wurde erst 1972 durch den Tour Montparnasse in Paris an Höhe übertroffen.
Von 1995 bis 1996 fanden umfangreiche Renovierungsarbeiten an der Glasfassade des Gebäudes statt.
Es können bis zu 2500 Angestellte in dem Gebäude arbeiten.